# Salut (revistă)
Salut a fost o revistă pentru adolescenți din România, înființată în 1990 de actorul George Mihăiță.